# Charles Gardier

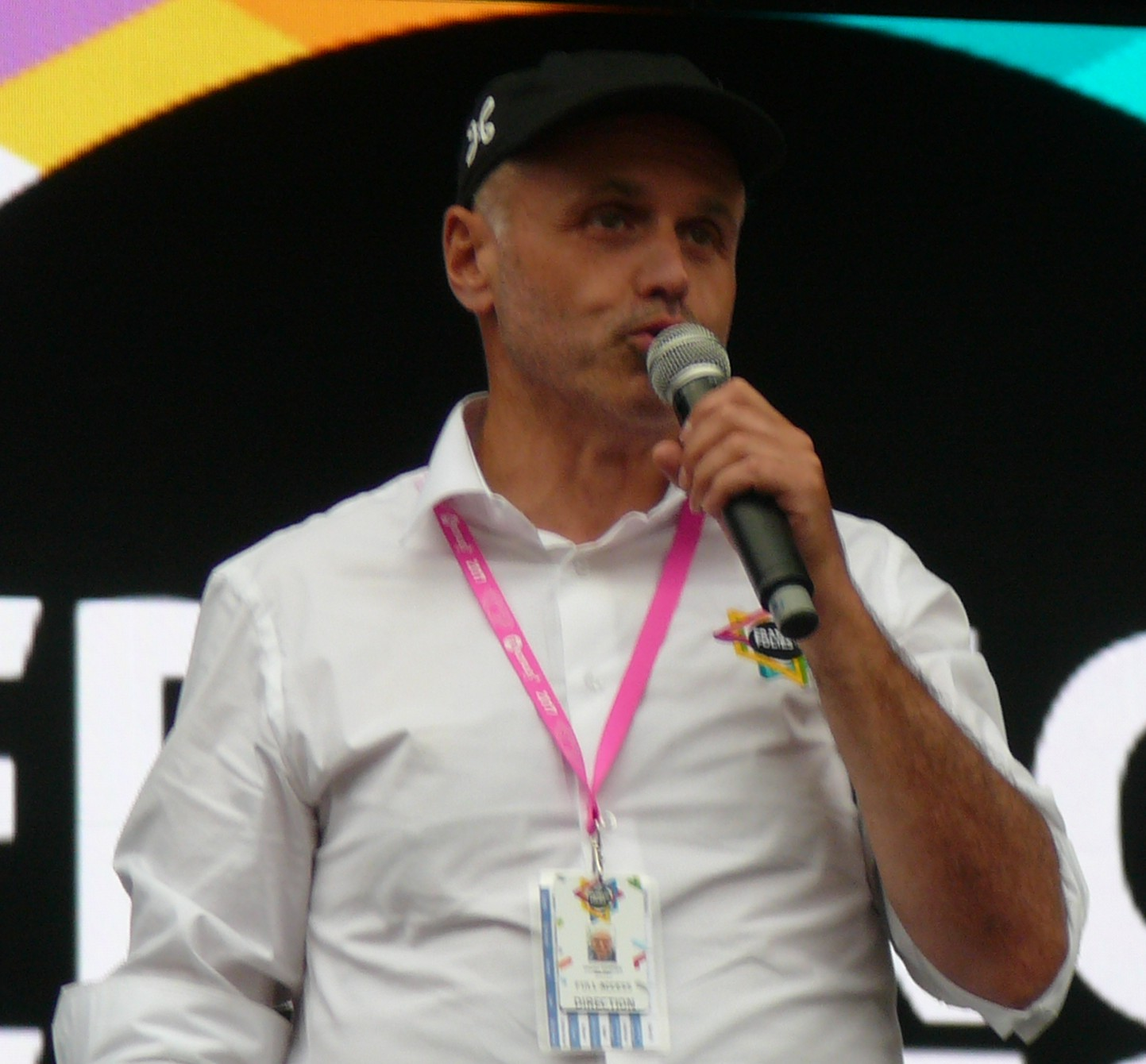
Charles Gardier in 2017

Charles Gardier (Verviers, 22 september 1965) is een Belgisch politicus voor de liberale MR.

## Levensloop
Gardier volgde middelbare studies aan het Atheneum van Spa en behaalde daarna een graduaat in hotelbeheer en toerisme aan de latere Haute École Charlemagne. Hij oefende verschillende jobs uit in de hotelsector en het organiseren van verschillende culturele evenementen. In 1994 was hij een van de mede-oprichters van het Franstalige muziekfestival Francofolies, waarvan hij tot 2023 directeur was en waar hij daarna de rol van programmator op zich nam. Ook werd hij artistiek directeur van het Bel'zik Festival in Herve.
In oktober 1988 stelde Gardier zich op vraag van burgemeester Joseph Houssa kandidaat voor de gemeenteraadsverkiezingen in Spa, op de lijst van de PRL, tot 2002 de voorloper van de MR. Hij werd verkozen en werd tijdens zijn eerste termijn als gemeenteraadslid gedelegeerd bestuurder van de stedelijke Dienst voor Toerisme, Thermalisme en Feestelijkheden. In januari 1995 trad hij toe tot het schepencollege. Van 1995 tot 2000 was hij schepen van Toerisme, Jeugd en Sport en begin 2001 werd hij eerste schepen, van 2001 tot 2006 bevoegd voor Informatie en van 2007 tot 2012 voor Werk, Thermalisme en Middenstand. Van 2012 tot 2017 was hij schepen van Toerisme, Economie en Thermalisme en daarna was hij van 2017 tot 2018 titelvoerend schepen. Nadien werd hij weer gemeenteraadslid.
Bij de Waalse verkiezingen van mei 2014 stond Charles Gardier als eerste opvolger op de MR-lijst in het arrondissement Verviers. In juni 2014 legde hij de eed af als lid van het Parlement van de Franse Gemeenschap, waar hij de Duitstalige Jenny Baltus-Möres opvolgde. Hij legde zich er toe op cultuur, toerisme, jeugd en media en werd er van 2015 tot 2017 vicevoorzitter van de commissie Onderwijs voor Sociale Promotie, Jeugd, Vrouwenrechten en Gelijke Kansen en van 2017 tot 2019 voorzitter van de commissie Cultuur en Kind. In juli 2017 trad Gardier eveneens toe tot het Waals Parlement ter vervanging van Pierre-Yves Jeholet, die Waals minister werd. Daar werd hij lid van de commissie Landbouw, Toerisme en Erfgoed.
Gardier was opnieuw eerste opvolger bij de Waalse verkiezingen in mei 2019. Net zoals in 2014 kon hij als vervanger van een Duitstalige verkozene onmiddellijk in het Parlement van de Franse Gemeenschap gaan zetelen, ditmaal ter opvolging van Christine Mauel. Hij werd er van 2019 tot 2023 lid van de commissie Cultuur, Kind, Gezondheid, Media en Vrouwenrechten en verdedigde er namens zijn partij een voorstel tot decreet om een apart statuut voor artiesten in de Franse Gemeenschap in te voeren en de verplichte uitzendtijd voor Franstalige Belgische artiesten op publieke zenders uit te breiden. Vanaf september 2019 zetelde Gardier eveneens in het Waals Parlement ter vervanging van Pierre-Yves Jeholet, die minister-president van de Franse Gemeenschap was geworden. Daar zetelde hij van 2019 tot 2023 in de commissie Openbaar Ambt, Toerisme en Erfgoed en was hij van 2019 tot 2024 voorzitter van de commissie Algemene Zaken en Internationale Betrekkingen. In het Waals Parlement slaagde hij erin een ambitieus voorstel over de vergroening van overheidsgebouwen en hun omgeving te laten toevoegen aan het strategisch plan inzake huisvesting voor de periode 2020-2024. 
Bij de Waalse verkiezingen van juni 2024 werd Gardier als lijsttrekker in het arrondissement Verviers voor het eerst rechtstreeks verkozen in het Waals Parlement en nam hij ook weer zitting in het Parlement van de Franse Gemeenschap.